# Saint Paul (Minnesota)
Saint Paul [seɪntˈpɔːl] (abgekürzt St. Paul) ist die Hauptstadt und zweitgrößte Stadt des US-Bundesstaats Minnesota. Sie ist darüber hinaus Verwaltungssitz des Ramsey County. 2020 hatte Saint Paul 311.527 Einwohner. Die Stadt liegt östlich der Great Plains und südwestlich des Lake Superiors, des oberen der Großen Seen, am Zusammenfluss des Minnesota- und Mississippi River und bildet mit Minneapolis die Metropolregion Twin Cities („Zwillingsstädte“).

## Geschichte
Die Geschichte Saint Pauls beginnt im frühen 19. Jahrhundert, als erste Händler, Forscher und Missionare aus dem Süden Kanadas zuwanderten und sich im Gebiet der heutigen Stadt niederließen. Sie waren zumeist französischer Herkunft und suchten den Schutz des nahegelegenen Fort Snelling.
Begünstigt durch die Lage am Mississippi River und Minnesota River entwickelte sich ein Handelszentrum. 1841 gründete der französische katholische Geistliche Lucien Galtier dort eine Kirche mit dem Namen Saint Paul, nach der auch die Siedlung benannt wurde.
In den folgenden Jahren wuchs St. Paul immer weiter und wurde 1854 eine eigenständige Stadt und die Hauptstadt von Minnesota.

## Demografische Daten
Nach der Volkszählung im Jahr 2010 lebten in Saint Paul 285.068 Menschen in 111.001 Haushalten. Die Bevölkerungsdichte betrug 2085,4 Einwohner pro Quadratkilometer. In den 111.001 Haushalten lebten statistisch je 2,47 Personen.
Ethnisch betrachtet setzte sich die Bevölkerung zusammen aus 60,1 Prozent Weißen, 15,7 Prozent Afroamerikanern, 1,1 Prozent amerikanischen Ureinwohnern, 15,0 Prozent Asiaten1, 0,1 Prozent Polynesiern sowie 3,9 Prozent aus anderen ethnischen Gruppen; 4,2 Prozent stammten von zwei oder mehr Ethnien ab. Unabhängig von der ethnischen Zugehörigkeit waren 9,6 Prozent der Bevölkerung spanischer oder lateinamerikanischer Abstammung.
25,1 Prozent der Bevölkerung waren unter 18 Jahre alt, 65,9 Prozent waren zwischen 18 und 64 und 9,0 Prozent waren 65 Jahre oder älter. 51,1 Prozent der Bevölkerung war weiblich.

Das mittlere jährliche Einkommen eines Haushalts lag bei 45.939 USD. Das Pro-Kopf-Einkommen betrug 25.576 USD. 22,5 Prozent der Einwohner lebten unterhalb der Armutsgrenze.

### Stadtviertel
Die Stadt ist in folgende Viertel aufgeteilt:
| - Saint Anthony Park - Merriam Park - Macalester-Groveland - Highland Park - The Midway - Como Park - North End - Thomas-Dale - Summit-University | - Summit Hill - West Seventh - Downtown - West Side - Payne-Phalen - Dayton’s Bluff - Greater East Side - Battle Creek |

## Kultur

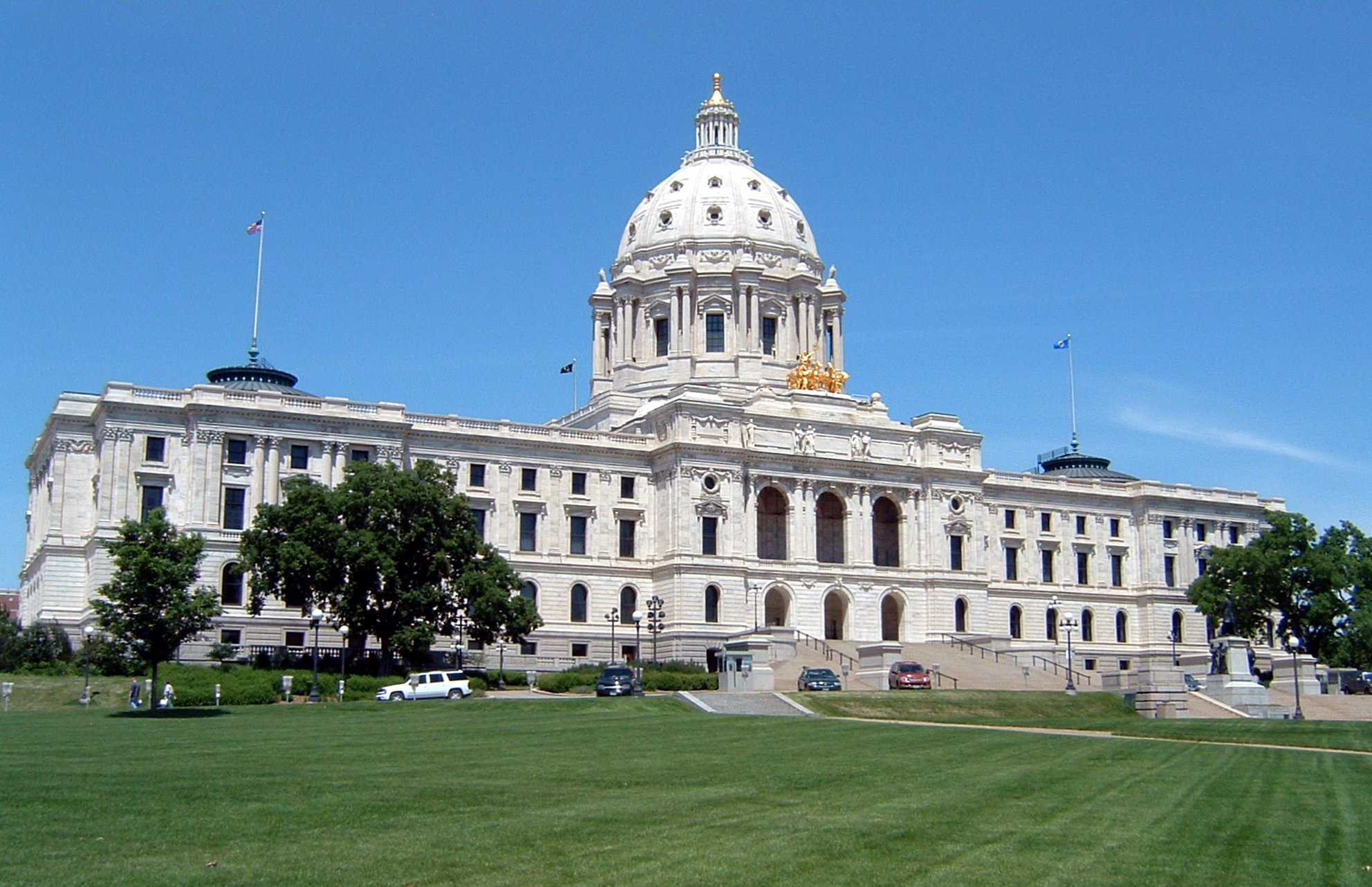
Blick auf das Minnesota State Capitol

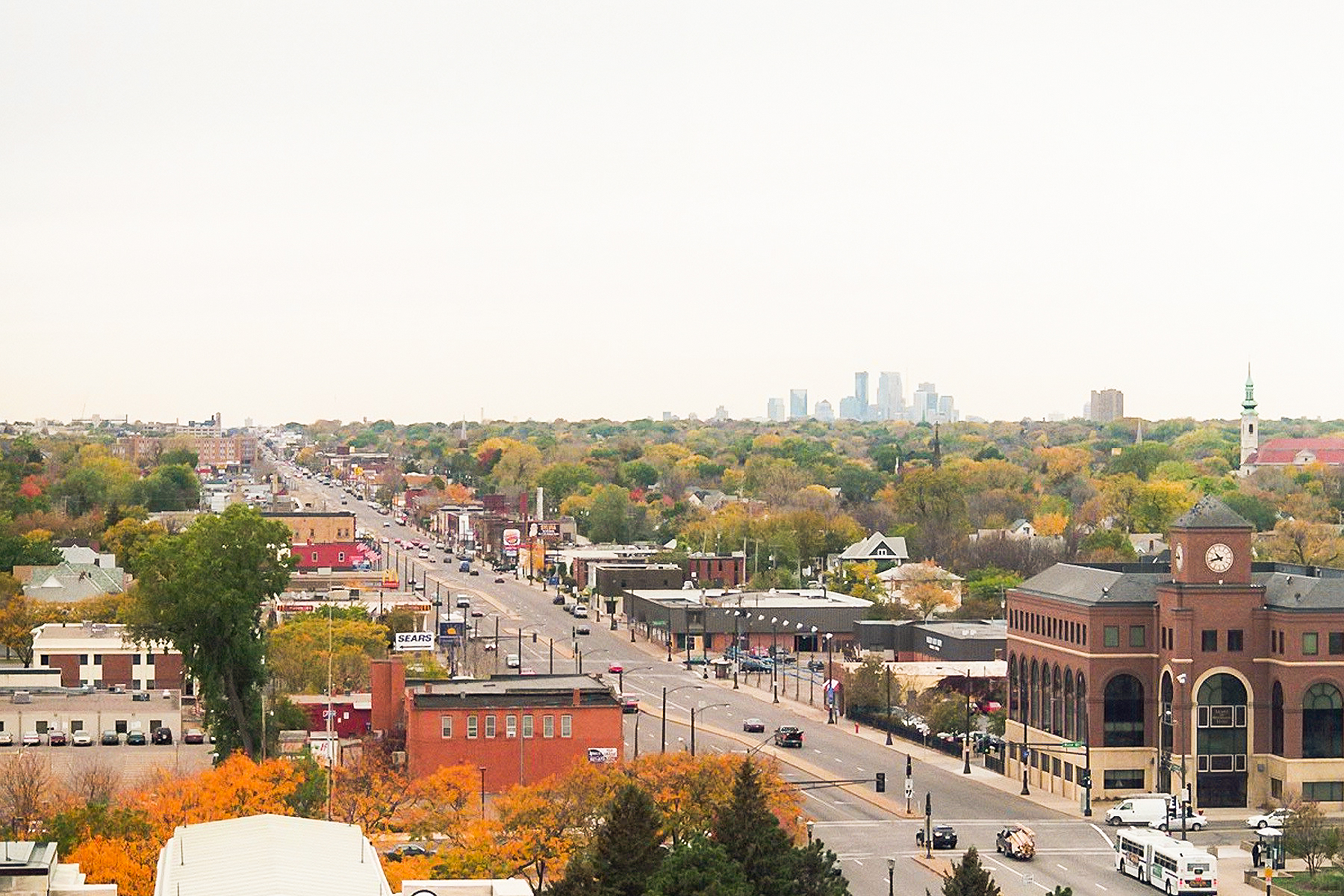
Blick vom Minnesota State Capitol auf Saint Paul

Saint Paul ist vor allem im kulturellen Bereich bedeutend. Die zahlreichen historischen Museen bilden hier den Schwerpunkt. Die Stadt ist Sitz des Erzbistums Saint Paul and Minneapolis.

### Sehenswürdigkeiten
Zu den Sehenswürdigkeiten von St. Paul zählen:
- Römisch-katholische Cathedral of Saint Paul von Emmanuel Louis Masqueray, der mehrere weitere Gebäude der Stadt entwarf
- Fort Snelling
- James J. Hill-Haus
- Minnesota State Capitol
- Museum of American Art
- Science Museum of Minnesota
- City (Innenstadt)

### National Park Service

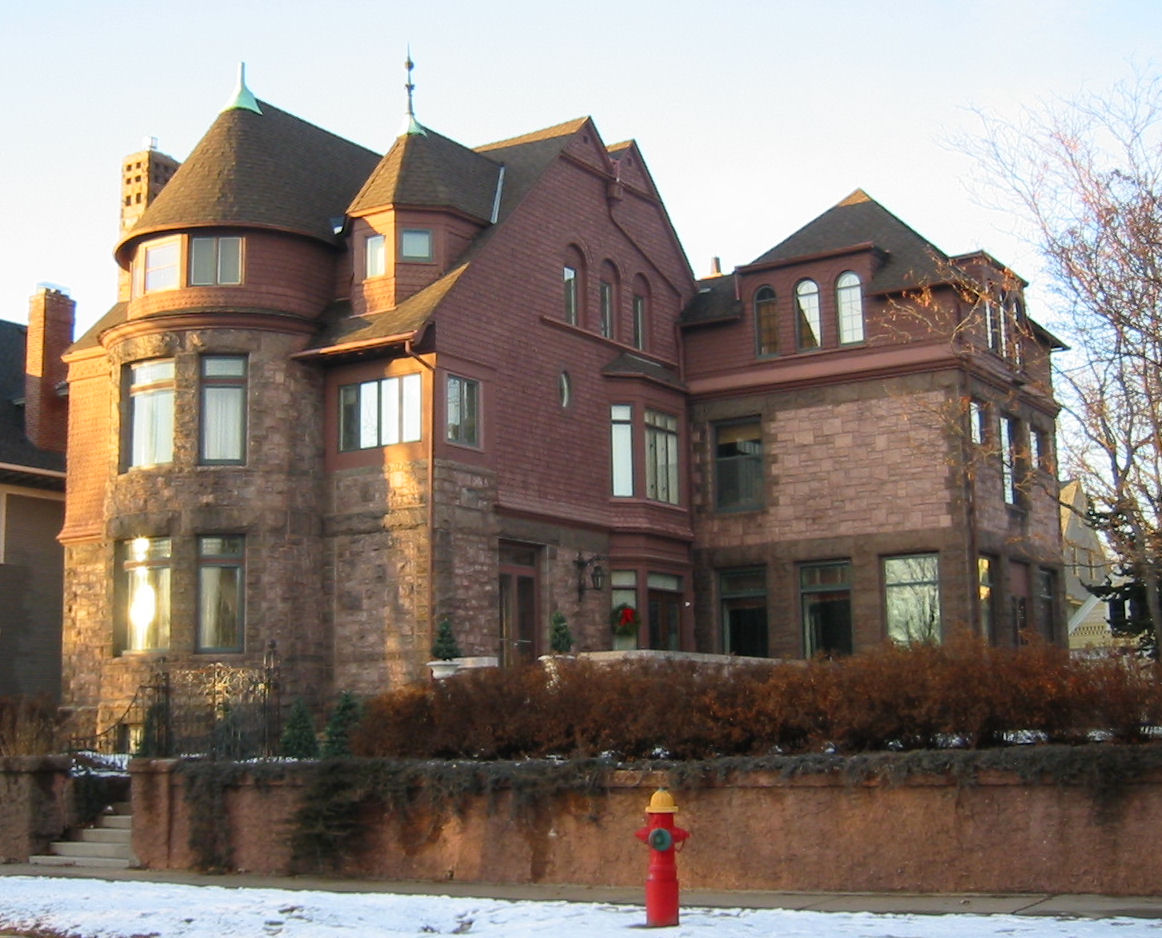
Frank B. Kellogg House (2006)

Der National Park Service weist für Saint Paul drei National Historic Landmarks aus: das F. Scott Fitzgerald House, das James J. Hill House und das Frank B. Kellogg House. 103 Bauwerke und Stätten der Stadt sind im National Register of Historic Places (NRHP) eingetragen (Stand 7. November 2018).

### Orchester
Saint Paul ist Sitz des Kammerorchesters Saint Paul Chamber Orchestra (SPCO), das 1959 gegründet wurde.

### Sport
Die 8. Special Olympics World Summer Games fanden vom 19. bis 27. Juli 1991 in Minneapolis und Saint Paul statt. Während die offizielle Bezeichnung vorher International Games lautete, wurde ab 1991 von Special Olympics World Summer Games und Special Olympics World Winter Games gesprochen. 6.000 Athleten aus über 100 (nach einer anderen Quelle: 91) Ländern nahmen an den Spielen teil.

## Wirtschaft und Infrastruktur

### Verkehr
Die Fortbewegung findet hauptsächlich durch private Kraftfahrzeuge statt. Als Alternative gibt es einen öffentlichen Personennahverkehr, der mit Bussen und einer Tramlinie die Innenstadt mit Minneapolis und den Außenbezirken verbindet. 
Innerhalb der letzten Jahre ist durch das rasche Wachstum der Twin Cities der Verkehr stark gestiegen, sodass in den Hauptverkehrszeiten das Verkehrsaufkommen sehr hoch ist und mit Staus und Wartezeiten gerechnet werden muss.
Eine Besonderheit in Saint Paul sind die sogenannten Skyways, die in der Innenstadt über vierzig Straßenblöcke und Parkgaragen mit geschlossenen Brücken und Tunneln miteinander verbinden. Sie bieten Schutz vor der extremen Kälte im Winter und der möglichen Hitze im Sommer.
Der Hauptverkehrsflughafen ist der Minneapolis-Saint Paul International Airport in Minneapolis. Er war Heimatflughafen von Northwest Airlines (mittlerweile von Delta Air Lines übernommen) und gehört zu den zehn größten Flughäfen in den Vereinigten Staaten.

### Ansässige Unternehmen
St. Paul ist der Hauptsitz von:
- St. Jude Medical – Medizintechnikunternehmen für Kardiologie (Schrittmacher etc.) und Neurostimulation
- 3M
- St. Paul Travelers
- Ecolab
- Lawson Software
- HB Fuller Klebstoffe
- Spielort der NHL-Mannschaft Minnesota Wild
- Ampers
- ATMA-SPHERE

## Bildung

### Universitäten
- Hamline University
- Macalester College
- University of Minnesota
- University of St. Thomas
- St. Catherine University

## Städtepartnerschaften
Saint Paul unterhält Städtepartnerschaften mit folgenden Städten:
- Quito, Ecuador
- Nagasaki, Japan, seit 1955
- Chadera, Israel, seit 1981
- Culiacán, Mexiko, seit 1983
- Changsha, Volksrepublik China, seit 1987
- Lawaaikamp, Südafrika, seit 1988
- Modena, Italien, seit 1989
- Nowosibirsk, Russland, seit 1989
- Ciudad Romero, El Salvador, seit 1991
- Tiberias, Israel, seit 1996
- Neuss, Deutschland, seit 1999
- Manzanillo, Mexiko, seit 2002

## Persönlichkeiten

### Persönlichkeiten mit Bezug zur Stadt
- Alexander Ramsey (1815–1903), ehem. Politiker; ehem. Bürgermeister von Saint Paul
- Edmund Rice (1819–1889), ehem. Politiker; ehem. Bürgermeister von Saint Paul
- Jacob H. Stewart (1829–1884), ehem. Politiker; ehem. Bürgermeister von Saint Paul
- Andrew Kiefer (1832–1904), ehem. Politiker; ehem. Bürgermeister von Saint Paul
- John Ireland (1838–1918), römisch-katholischer Geistlicher; Bischof von Saint Paul
- Emmanuel Louis Masqueray (1861–1917), französischer Architekt; entwarf die Cathedral of Saint Paul
- Arthur E. Nelson (1892–1955), ehem. Politiker; praktizierte als Anwalt in Saint Paul
- Marc Anderson (* 1955), Perkussionist und Musikethnologe; außerordentlicher Professor an der Anthropologischen Fakultät der Hamline University in Saint Paul

## Rezeption
Der Roman Freiheit von Jonathan Franzen spielt unter anderem in St. Paul.